# Ľudovít Štúr

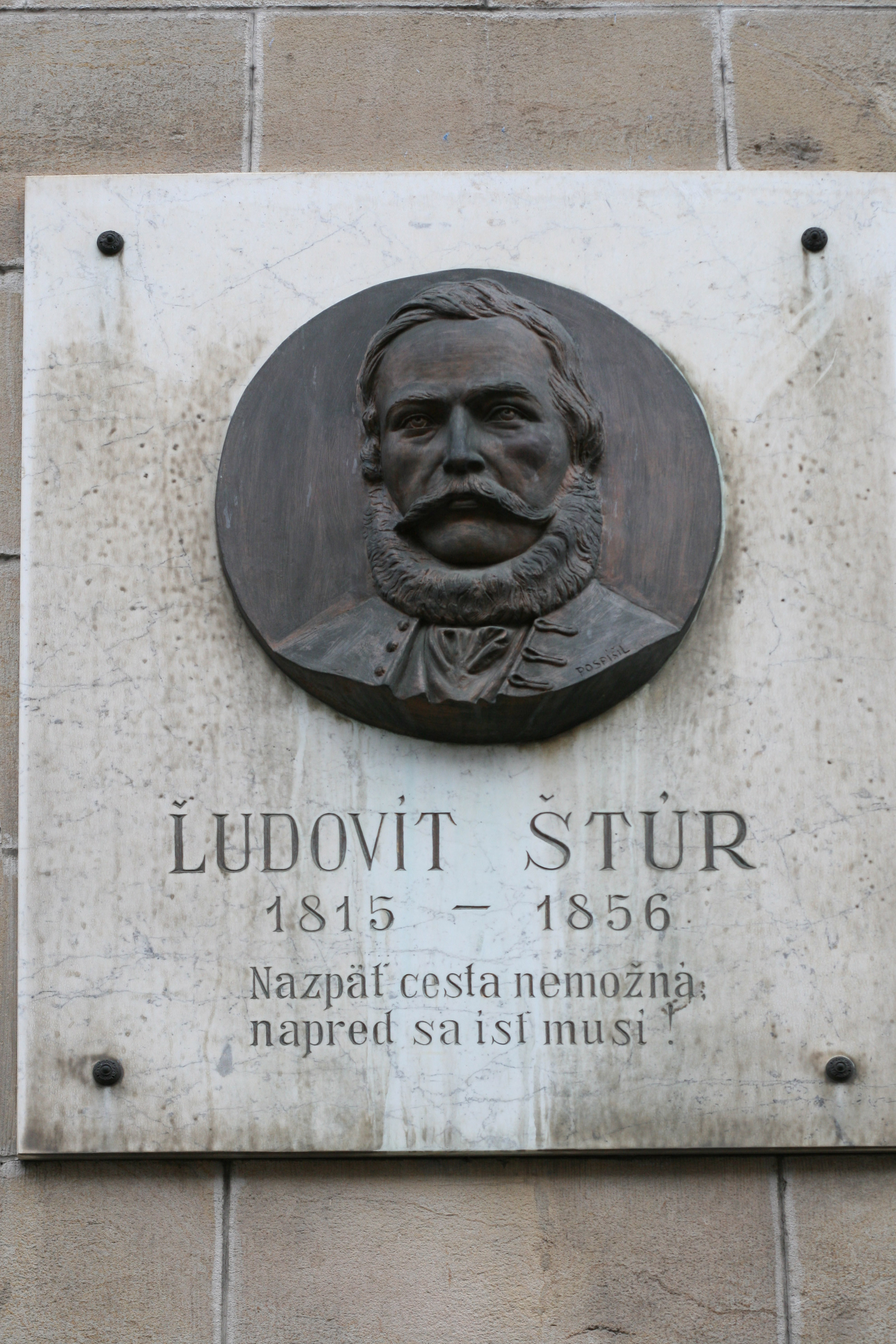
Pamětní deska věnovaná autorovi v Bratislavě

Ľudovít Štúr, plným jménem Ludevít Velislav Štúr (28. října 1815 Uhrovec – 12. ledna 1856 Modra), byl nejvýznamnější představitel slovenského národního života v polovině 19. století. Byl poslancem uherského sněmu za město Zvolen v letech 1848–1849, kodifikátorem současné spisovné slovenštiny založené na středoslovenských nářečích (kolem roku 1843), jedním z hlavních aktérů Slovenského povstání v letech 1848–1849, politikem, jazykovědcem, filosofem, učitelem, spisovatelem a novinářem.

## Život

### Studia

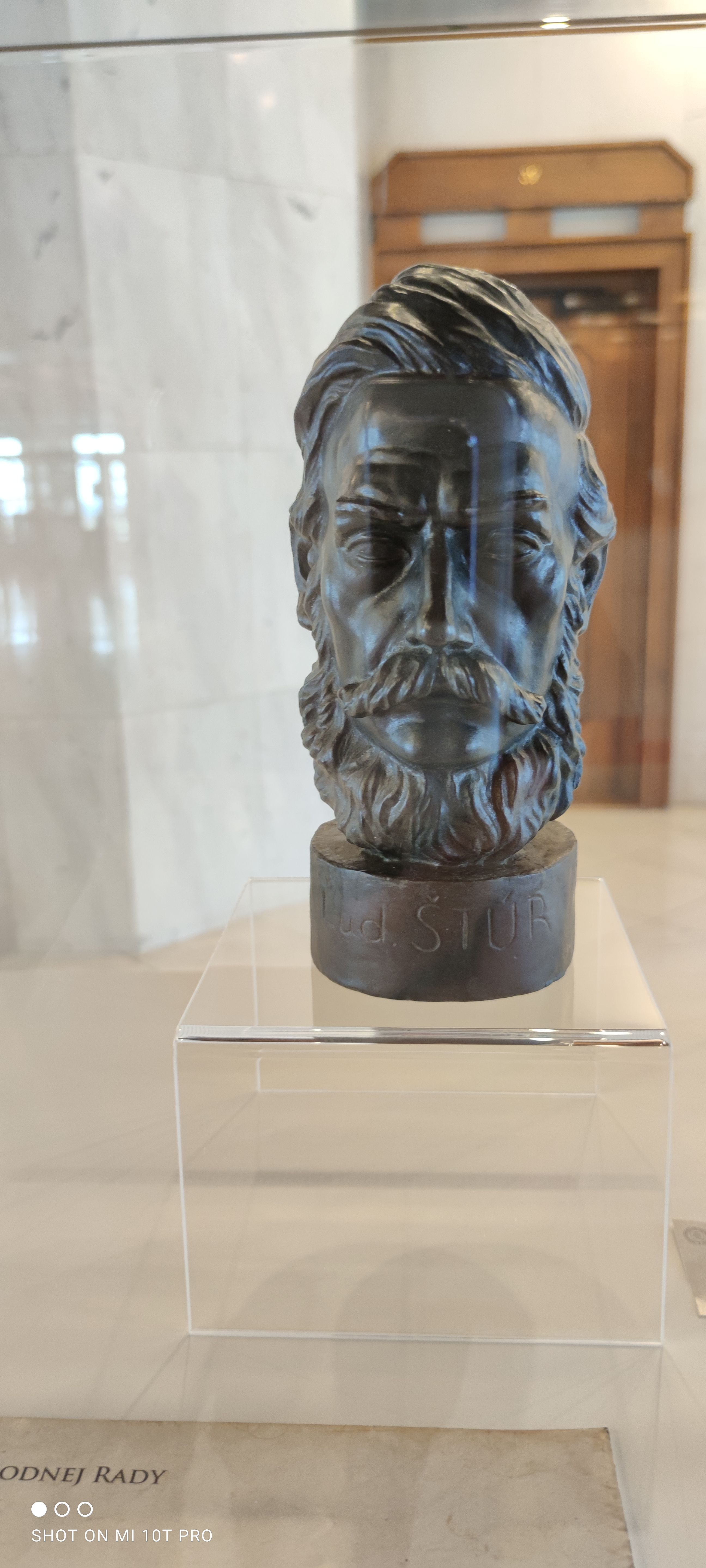
Busta Ľudovíta Štúra v Národní radě Slovenské republiky

Narodil se 28. října 1815 v obci Uhrovec (ve stejném domě jako Alexander Dubček), ležící v jižní části Strážovských vrchů, jako druhorozený syn národně uvědomělého učitele uhrovecké evangelické školy, kde získal základní vzdělání. V roce 1827 odjel studovat na nižší gymnázium do Rábu, kde si jeho studentské pracovitosti, bystrosti a nadání všiml hlavně profesor Petz, který byl znám svým obdivem k antickému umění a vzdělanosti. Petz orientoval své žáky i na díla slovanských autorů a probudil tak u mladého Štúra zájem o svět Slovanů a Slovanstva. Po absolutoriu dvou ročníků v Rábu se Ľudovít Štúr zapsal na evangelické lyceum do Bratislavy.
Studium na bratislavském lyceu sestávalo z dvouletého humanitního studia a z dalších dvou ročníků, jejichž absolvování bylo podmínkou pro získání dalšího vyššího – univerzitního vzdělání. V lyceu existovala od roku 1803 Katedra řeči a literatury československé, kterou zde vedl profesor Juraj Palkovič. Evangelické lyceum v Bratislavě bylo jedinou vyšší střední evangelickou školou v Uhersku s takovouto katedrou. Přednášky byly vedeny v biblické češtině, neboť tato byla už tři století jazykem slovenských evangelických vzdělanců. Zejména pro pokročilý věk profesora Palkoviče, který mu nedovoloval přednášet učivo ve stanoveném rozsahu, založili studenti v roce 1829 Společnost československou (zakládání spolků a společností bylo na lyceích tehdy zcela běžné: spolky zakládali maďarští i němečtí studenti). Mezi hlavní úlohy společnosti patřilo aktivní vzdělávání v rodné řeči – v mateřštině, cvičit se v gramatice, psát literární práce a studovat dějiny slovanských národů.
Po příjezdu do Bratislavy se Ľudovít stal jedním z jejích členů. Ze zápisů Spoločnosti vyplývá, že byl aktivním a svědomitým studentem. Jeho houževnatost přinesla svoje plody i v celkových výsledcích studia na lyceu. Z předmětů si zvlášť oblíbil dějepis, četl antické autory, zajímal se o estetiku a dějiny umění. Ze slovanských spisovatelů si vážil díla Jána Hollého, Jána Kollára, Pavla Josefa Šafárika, Františka Palackého a jiných.
Na podzim roku 1835 se Štúr stal místopředsedou společnosti (bývalo zvykem, že post předsedy zastával některý z profesorů). V rámci rozvíjení hlubšího národního povědomí organizovali členové společnosti různé slavnosti, návštěvy a setkání. Jednou z významných aktivit některých členů společnosti byla vycházka na Devín 24. dubna 1836. Akce byla, vzhledem k tehdejší společenské situaci, připravována v tajnosti. Na Devíně Štúr při svém projevu připomenul historii Velké Moravy a po recitaci básní a zpěvu písní si účastníci výletu zvolili ke svému rodnému jménu ještě další, druhé slovanské jméno, které měli veřejně používat. Tak přijal Hurban ke svému původnímu křestnímu jménu Jozef další jméno Miloslav, August Škultéty – Horislav apod. Štúr si přidal jméno Velislav (tímto jménem se však podepisoval už i předtím při jednání Společnosti československé).
Ve školním roce 1836–1837 se na základě rozhodnutí regionálního (distriktuálního) konventu stal Ľudovít Štúr nehonorovaným náměstkem prof. Palkoviče na lyceu. Předurčoval ho k tomu hlavně jeho kredit bývalého vynikajícího žáka lycea a jeho erudice v latině (byla vyučovacím jazykem na lyceu). Kromě latiny v době svého života výborně ovládal maďarštinu, němčinu, francouzštinu, řečtinu a slovanské jazyky – především polštinu, srbochorvátštinu, ruštinu a učil se i hebrejštinu a angličtinu. Štúr na lyceu přednášel českou a polskou gramatiku a dějepis. Soukromě vedl rozsáhlou korespondenci s významnými muži tehdejšího slovanského světa (Palacký, Jungmann, Šafárik, Kollár a jiní).
Ve školním roce 1836–1837 se vystupňovala nespokojenost studentů se školním senátem a učiteli. Důsledkem studentských nepokojů byl zákaz všech studentských společností a spolků v Uhersku. Štúr jako zástupce profesora Palkoviče se proto snažil přenést část náplně bývalé společnosti do svých přednášek v rámci vyučování.
V roce 1838 se třiadvacetiletý Ľudovít zapsal na univerzitu v Halle, kterou (podobně jako univerzitu v Jeně a Berlíně) navštěvovali evangeličtí vzdělanci a získávali zde vzdělání hlavně z teologie, filozofie, historie a lingvistiky. Štúr se v době svého dvouletého studia obšírněji obeznámil s Hegelovou a s Herderovou filozofií, jejichž koncepce dějin pronikla do jeho osobního filozoficko-historického světonázoru. Dějiny chápal v jejich zákonitostech jako sled dějů, následujících duchovní princip. Po absolvování univerzitních studií se v roce 1840 cestou do Uherska setkal v Praze a v Hradci Králové s mnoha českými národovci. V Čechách navštívil i P. J. Šafárika, který ho upozornil na zostřenou politickou situaci, která v zemi tehdy panovala.

### První působiště
Návrat do Uherska znamenal pro Štúra začátek nového boje o udržení národních práv. Radikální zákroky uherských úředníků a policie byly namířeny proti snahám zvyšovat vzdělanostní a kulturní úroveň nemaďarských národů. Situaci ztěžovalo i zvolení hraběte Karola Zaye generálním inspektorem evangelické církve a. v., který podporoval myšlenku jediného a jednotného národa v Uhersku – maďarského národa. Zay Štúra osobně znal a zpočátku vůči němu projevoval sympatie, protože si vážil jeho vzdělanosti a nadání. Neúspěšně písemně i ústně vyzýval Štúra ke spolupráci pro maďarské zájmy, protože v nich viděl perspektivu pro budoucnost země.
Po příjezdu z Německa Štúr v první řadě usiloval opět získat místo náměstka profesora Palkoviče na Katedře řeči a literatury československé. Nenárokoval si žádný plat, jen úroky ze sesbíraných peněz na katedru, o které se měl ještě napůl dělit s profesorem Palkovičem. Jeho žádost však narážela na překážky, protože Zay se svými přívrženci počítal s tím, že po Palkovičově smrti tuto katedru definitivně zruší. Věc se dostala na zasedání konventu a po dlouhých průtazích začal Štúr jako suplent profesora Palkoviče přednášet.
Nepolevující tlak na Slováky ze strany maďarských představitelů přinutil Štúra a slovenské národovce žádat ochranu u panovníka. V roce 1842 byla vyslána do Vídně čtyřčlenná deputace se Slovenským prestolným prosbopisom. V prosbopisu prosili Slováci panovníka o ochranu před perzekucí, o možnost uveřejňovat obranné spisy slovenského národa, potvrdit Katedru řeči a literatury československé na evangelickém lyceu v Bratislavě a zajistit podobná opatření i na jiných lyceích v Uhersku apod. Ve Vídni se však o osudu Slovenského prestolného prosbopisu nerozhodlo, protože dvůr poslal slovenskou žádost do Budína k vyjádření uherskému palatinovi, který všechny její požadavky zamítl.

### Spisovná slovenština
| „              | My chytili sme sa do služby ducha a preto prejsť musíme cestu života tŕnistú. | “ |
| — Ľudovít Štúr |                                                                               |   |

Počátkem roku 1843 obeznámil Ľudovít své blízké přátele s myšlenkou spojit katolický a evangelický proud Slováků na bázi jednotného spisovného jazyka. Za základ vybral středoslovenské nářečí, hlavně pro jeho rozšířenost, původnost a srozumitelnost. Sjednocení Slováků mělo být uskutečněno prostřednictvím všeslovenského nadkonfesního spolku Tatrín.
Otázka nastolení spisovné slovenštiny se formovala u Štúra už delší dobu. Před několika roky (1836 – list se nachází ve Štúrově korespondenci) si dopisem Františku Palackému stěžoval, že biblická čeština, kterou psali slovenští evangelíci, se stává pro Slováky stále více nesrozumitelnou, a vyslovil přání, aby Češi a Slováci našli kompromisní cestu při hledání jednotného československého jazyka. Předpokládalo to ochotu k ústupkům jak ze slovenské, tak i z české strany. Když však čeští lingvisté podobnou ochotu neprokázali, rozhodl se Štúr se svými přívrženci pro novou formu spisovného slovenského jazyka, který by v jednotné řeči spojil katolíky i evangelíky.
Dne 11. června 1843 se Štúr, Hurban a Hodža setkali na Hurbanově faře v obci Hlboké, kde se dohodli na postupu při zavedení slovenštiny do praxe. Dne 17. června navštívili v Dobré Vodě Jána Hollého, kterého jako významného představitele bernolákovštiny prvního obeznámili se svým záměrem.
V tomto roce (1843) se zároveň zkomplikovala situace na lyceu. Tlaky na odstranění Štúra z postu zástupce prof. Palkoviče sílily a jejich vyhrocení v prosinci 1843 mělo za následek definitivní vyhazov Štúra z této funkce. Nepomohly ani studentské petice, ani obrany některých profesorů evangelického lycea. Na protest proti odvolání Štúra z funkce zástupce se 22 studentů rozhodlo v březnu 1844 odejít z lycea. Třináct z nich potom dokončilo studia v Levoči.

### Noviny
V srpnu 1844 se konalo první shromáždění Tatrína v Liptovském Sv. Mikuláši, kterého se zúčastnil i Štúr, jenž byl zvolen členem předsednictva spolku. O rok později se po několikaletém úsilí podařilo Štúrovi získat od panovníka povolení vydávat Slovenskje národňje novini s literární přílohou Orol tatranský. Noviny vycházely od 1. srpna 1845. Psány byly ve Štúrově slovenštině a našly si své horlivé přívržence a kvůli formě jazyka i zaryté nepřátele. Mezi odpůrce se zařadili nejen někteří čeští vlastenci, kteří tento čin chápali jako zradu národní věci a odtrhnutí se od Čechů, ale i P. J. Šafárik a hlavně Ján Kollár.

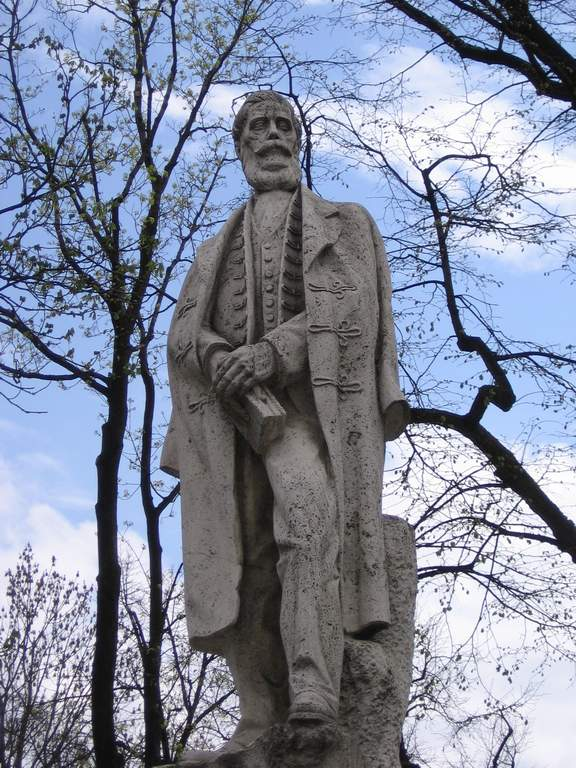
Socha Ľudovíta Štúra v Levoči

V roce 1846 vydal Štúr spis Nárečja Slovenskuo alebo potreba písaňja v tomto nárečí, ve kterém obhajoval nevyhnutelnost nového spisovného jazyka, a ve stejném roce vyšlo jeho jazykovědné dílo Nauka reči Slovenskej, obsahující základy nové gramatiky. Na čtvrtém shromáždění spolku Tatrín v srpnu 1847 v Čachticích se zástupci katolíků a evangelíků definitivně dohodli na společném používání nového spisovného jazyka. Další úprava slovenské gramatiky, přechod z fonetického principu na etymologický, byla zavedena reformou Michala M. Hodži a katolíka Martina Hattaly v letech 1851–1852. Rozhodování o gramatických změnách se zúčastnili i Ľ. Štúr, J. M. Hurban, Ján Palárik, Andrej Radlinský a Štefan Závodník. Takto kodifikovaná slovenština se později stala jednotným jazykem Slováků.
Slovenské národní noviny byly svým obsahem zaměřeny na osvětovou činnost, na sociální práva, seznamovaly čtenáře s kulturní tvorbou Slovanů a přinášely i aktuální články o politické situaci doma i ve světě. Vydavatelskou činnost Štúrovi i dalším redaktorům ztěžoval cenzor, který svými zásahy oklešťoval jednotlivé články těchto novin.

### Uherský sněm
Štúrovy plány byly však dalekosáhlejší než redaktorská činnost. V roce 1847 vstoupil na půdu Uherského sněmu, který se konal v Bratislavě (v budově dnešní Univerzitní knihovny), jako poslanec za svobodné královské město Zvolen, aby konkrétněji a důsledněji obhajoval své národní a sociální postoje. Jeho známým politickým protivníkem byl liberál Lajos Kossuth, se kterým měl v některých sociálních otázkách shodné názory, ale v chápání principu národní svobody se výrazně rozcházeli. Sněmovní období přerušily revoluční dny roku 1848.

### 1848

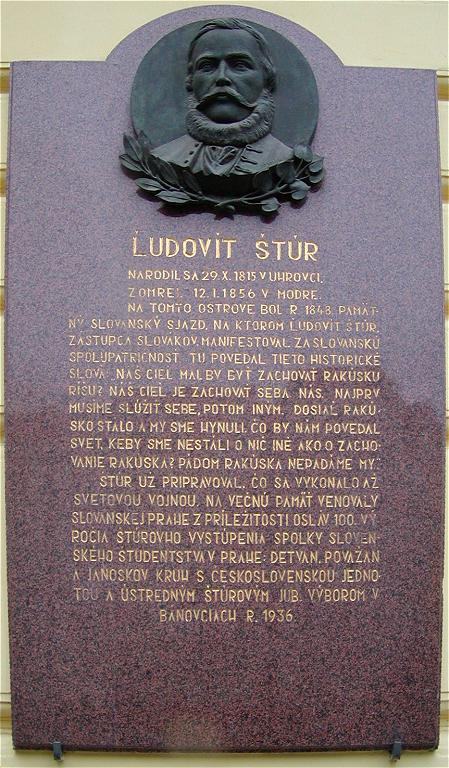
Pamětní deska na pražském Žofíně, místě konání Slovanského sjezdu

„Naším povstaním dali sme mu, národu tak dlho bezdejinnému dej a to je najväčšie mravné pôsobenie.“
Bouřlivé události ve Francii v roce 1848 našly svoji odezvu i v habsburské monarchii. Revolucí získaná sociální práva dávala lidu větší míru svobody. Štúr nové hnutí s radostí přivítal v úvodníku svých novin. Zároveň však ústupky vídeňské vlády vůči Pešti v otázce míry nezávislosti Uherska dávaly tušit komplikaci pro slovenskou stranu. Hrozilo zesílení maďarizace. Přesto byly koncipovány Žádosti slovenského národa, které načrtly možnost řešení slovensko-maďarských vztahů na základě principu rovnoprávnosti. Zároveň Štúr organizoval svolání Slovanského sjezdu do Prahy. Uherská vláda však vydala na Štúra, Hurbana a Hodžu zatykač. Přes tuto perzekuci se Štúrovi podařilo zúčastnit se Slovanského sjezdu, na kterém se sešli hlavní představitelé slovanských národů, žijících v rakouské monarchii. Zástupci Slovanů se zde snažili najít východisko ze složité společenské situace. Po ztroskotání všech zákonných aktivit vymoci pro sebe národní práva od uherské vlády byli Štúr s Hurbanem odhodláni k boji.
Dne 15.–16. září byla ve Vídni utvořena Slovenská národní rada, která se prohlásila za jediného vykonavatele moci na Slovensku a odmítla poslušnost uherské vládě. Jejími politickými členy byli Ľudovít Štúr, Jozef Miloslav Hurban a Michal Miloslav Hodža. SNR vyzvala v září 1848 Slováky k ozbrojenému povstání za dobytí svých národních a sociálních práv.

### Poslední léta

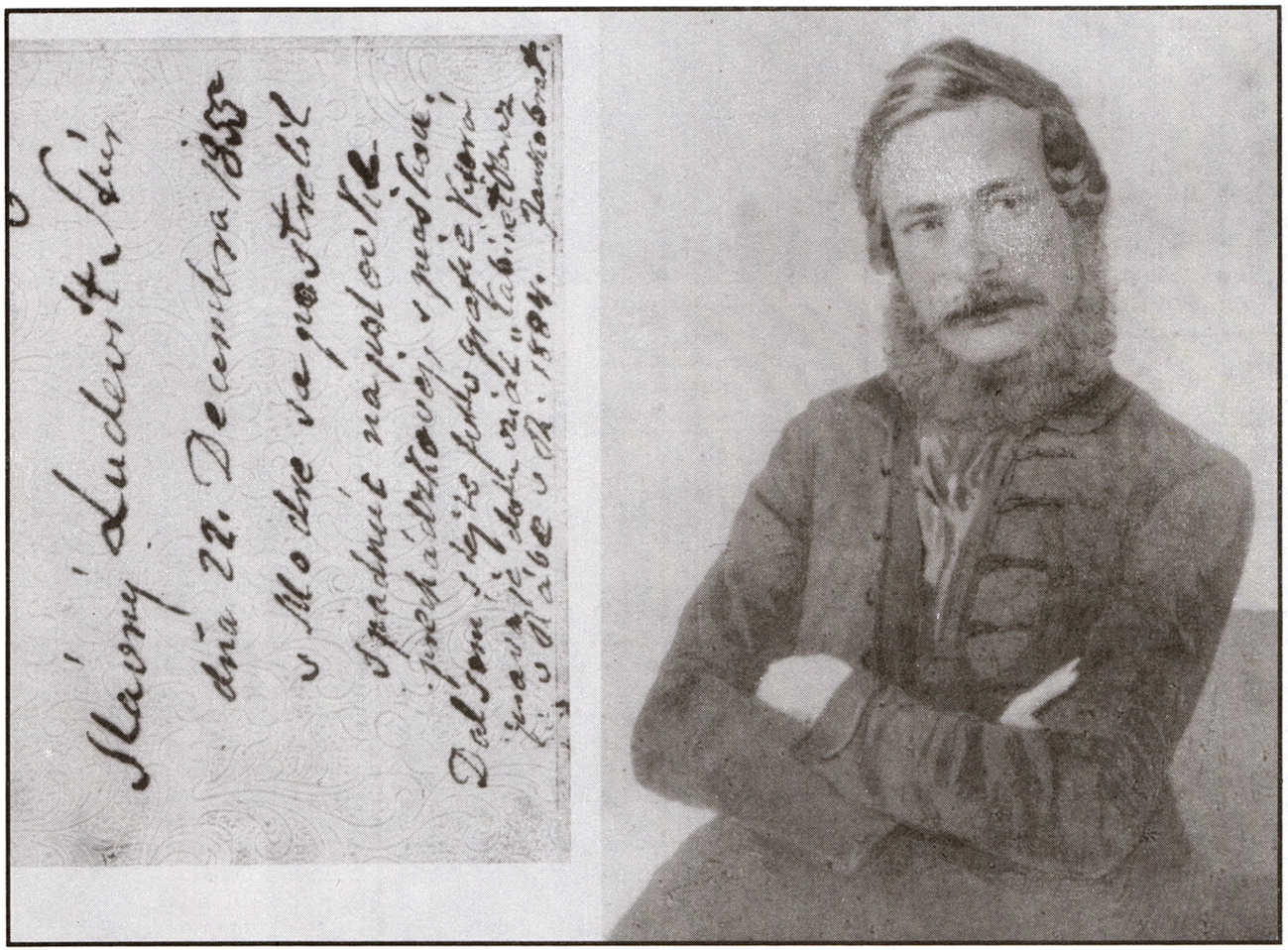
Smutná zpráva Janka Štúra o smrti jeho bratra Ľudovíta Štúra s portrétem Ľudovíta Štúra

Po neúspěchu výpravy v roce 1849 a po opakovaném zklamání z císařského dvora, který Slovákům sliboval podporu v boji proti maďarským radikálům, se Ľudovít ocitl v nepříznivé situaci. Žádost o povolení vydávat slovenské politické noviny (Slovenské národné noviny zanikly v revolučních dnech) a pokus získat oficiální povolení Tatrína ztroskotaly. Štúr v tomto období navázal na svoji činnost z předchozích let, věnoval se slovanské lidové tvorbě a pracoval na spisu Slovanstvo a svet budúcnosti.
Roku 1851 započala ve Štúrově rodinném a osobním životě série tragických událostí, protože v lednu mu zemřel bratr Karol (kněz a učitel v Modře) a o půl roku později zemřel i Štúrův otec. Ľudovít se po smrti svého staršího bratra přestěhoval do Modry, aby se – sám pod policejním dozorem – postaral o sedm dětí zesnulého bratra. Nadále byl tvořivě činný, přestože jeho život znepříjemňovala a ztěžovala policie. V roce 1853 mu zemřela ve Vídni jeho duchovní přítelkyně Adela Ostrolúcka a v Trenčíně pak jeho matka. V tomto období končí i Štúrova životní pouť. Na lovu v prosinci 1855 se při pokusu o přeskočení potoka nedaleko Modry nešťastně postřelil do stehna. Zemřel 12. ledna 1856 v Modře ve věku 40 let.

## Štúrovy názory
Během výletu štúrovců na starobylé zříceniny Devína 24. dubna 1836 přednesl projev věnovaný dávné slávě Velké Moravy. 
Ve 40. letech Štúr usiloval o zrušení poddanství a vytvoření spolkového státu Rakousko s rovnoprávnými národy, které by měly své vlády. Přišel s myšlenkou nového slovenského spisovného jazyka, který by sjednotil Slováky, a potřebu jednotného jazyka zdůvodnil ve spise Nárečja slovenskuo alebo potreba písaňja v tomto nárečí. Za základ spisovné slovenštiny vybral středoslovenské nářečí.
Některé Štúrovy názory se z pozdějšího pohledu dají hodnotit jako kontroverzní, zejména jeho poslední dílo Das Slawenthum und die Welt der Zukunft (Slovanstvo a svět budoucnosti), které napsal v první polovině 50. let, v čase svého nuceného pobytu v Modře, kam sa dostal po revoluci roku 1848. V reakci na útlak Slovanů v Uhersku, násilnou maďarizaci a zklamání z císařského dvora ve Vídni se Štúr obrátil k carskému Rusku. Štúr, který Rusko nikdy nenavštívil a měl o něm značne romantické představy, v knize navrhoval politické splynutí s Ruskem, odmítal svobodné tržní hospodářství a jako jeho alternativu vyzdvihoval občinu. Odmítal parlamentní demokracii ve prospěch modifikovaného samoděržaví. Podle kritiků tedy zavrhoval osvícenství a s ním i moderní západní demokratické politické koncepce. Budoucnost Slovanů viděl ve svazku s Ruskem, poté co Rusko zruší nevolnictví a provede demokratické reformy. I když byl sám protestantem, navrhoval všem Slovanům konvertovat na pravoslaví. Štúr je považován za zakladatele spisovné slovenštiny, ale v díle Das Slawenthum… jako spisovnou řeč pro všechny slovanské kmeny doporučuje používat ruštinu. Netajil se také svým negativním postojem k Židům, především z důvodu jejich ekonomické činnosti, a schvaloval i carskou protižidovskou politiku. Negativní postoj měl také k uherské šlechtě a zemanům.
| „ | „Vela tvoriť (duchovne), málo troviť sa učit, bratia, buď naša snaha." | “ |
| — Ľudovít Štúr, cit. podľa J. M. Hurbana v Slovenských pohledech (https://books.google.sk/books?id=sdjUAAAAMAAJ&pg=PA116&dq=%22Potom+u%C5%BE+ta+d%C3%A1+v%C5%A1etko+nad%C5%A1enie+svoje+za+kus%22&hl=cs&newbks=1&newbks_redir=0&sa=X&ved=2ahUKEwieot2pj-aLAxUCxQIHHXT_CrAQ6AF6BAgFEAM#v=onepage&q=%22Potom%20u%C5%BE%20ta%20d%C3%A1%20v%C5%A1etko%20nad%C5%A1enie%20svoje%20za%20kus%22&f=false) |                                                                        |   |

## Rodina
- otec Samuel Štúr, učitel a varhaník
- matka Anna, rozená Michalcová
  - bratři Karol, Samuel, Ján
  - sestra Karolína

## Památka
- Muzeum Ľudovíta Štúra v Modře se zabývá shromažďováním, zpracováním a zpřístupňováním poznatků o Ľudovítu Štúrovi.
- Pamětní pokoj, ve kterém zemřel Ľudovít Štúr v tzv. Emreszovském domě, doplněný o literární expozici a o další podrobnosti z posledních let Štúrova života, které v Modře strávil, jakož i okolnosti jeho tragické smrti.
- Pomník na hrobě Ľudovíta Štúra na modranském hřbitově vytvořil akademický sochař Jozef Kostka v roce 1965 a dal mu název Slovenské jaro.
- Památník na místě zranění Ľ. Štúra. Pomník je dílem akademického sochaře Martina Lettricha a architektů Dušana a Kataríny Fischerových, odhalen byl v roce 1986.
- Sousoší Ľ. Štúra na náměstí v Modře; druhý pomník, který byl na Slovensku věnován Ľ. Štúrovi, byl postaven v roce 1938 z bílého italského mramoru. Jeho autorem je akademický sochař Frico Motoška. Byl vyroben po částech v Itálii a zkompletován v Modře.
- První zahraniční dizertace od Heleny Turcerové-Devečkové[9]
- Pamětní tabule Ľ. Štúra v Žilině
- Město Štúrovo bylo jednostranně přejmenováno vládou v roce 1948 z historického „Parkan“.
- Po Ľ. Štúrovi jsou pojmenovány ulice v různých slovenských a českých městech (Olomouc, Praha, Teplice).
- Ve stejném domě, kde se Štúr narodil, se narodil i československý reformní politik Alexander Dubček.
- V roce 1981 byla v ČSSR ke 125. výročí úmrtí Ľ. Štúra vydána stříbrná pamětní mince v nominální hodnotě 500 Kčs.
- Ke 150. výročí narození Ľ. Štúra byla v roce 1965 vydána československá poštovní známka č. 1467 v nominální hodnotě 30 haléřů, autoři Zmeták, Mráček.
- V Hradci Králové připomíná jeho pobyt pamětní deska na domě na Velkém náměstí čp. 22/32. Štúr se zde během léčby zranění seznámil s dcerou českého buditele a královéhradeckého tiskaře, nakladatele a knihkupce Jana Hostivíta Pospíšila Marií, která ho ošetřovala. Zamiloval se do ní a věnoval jí několik básní, láska však dlouho nevydržela. V domě je nyní restaurace. Štúrův pobyt připomíná jen deska autora Pavla Doskočila z roku 2006.

#### Filmové a divadelní adaptace
- Niet inej cesty[10]
- Štúrovci[11]
- True Štúr[12]
- Prorok Štúr a jeho tiene (Karol Horák) [13][14][15]